# Марин I (неаполітанський дука)
Марин I (†928) — неаполітанський дука (919–928), другий син дуки Григорія IV, який спадкував престол по смерті брата Іоанна II. Хроніка Chronicon ducum et principum Beneventi, Salerni, et Capuae et ducum Neapolis називає його Marianus.
Марин видав свою доньку Оранію заміж за герцога Гаетанського Доцибіла II. Після смерті Марина престол спадкував його син Іоанн III.